# 石井秀代
石井 秀代（いしい ひでよ）は、長崎県出身の日本のオリーブオイルソムリエ、料理研究家、フードコンサルタント、コメンテーター。青山学院大学文学部卒業。

## 人物
イタリア・トスカーナ州にて、日本人で第1期生のAISOオリーブオイルソムリエとして認定を受け、現地メディアでも話題になった。美容と健康に非常によいオリーブオイルの特性をイタリア料理に限定せず、和洋中朝鮮料理などを取り入れたメニューで提供する。以後、イタリアを中心にスペイン、フランス、イギリスなどヨーロッパの食文化や地域性を研究している。2012年にイタリアの大手家電メーカーデロンギ・ジャパン社「デロンギ・キッチン」公式アンバサダーに就任。2013年からはJリーガーやなでしこジャパン選手等の自主トレ専属シェフも務めている。

## 資格
- 2006年 AISO(イタリアオリーブオイルソムリエ協会)認定オリーブオイルソムリエ日本人第1期生（イタリア・トスカーナにて取得）

## 活動
- 2005年 ロサンゼルスにてオーガニック市場のマーケティング、ローマにてラツィオ州の料理研究。 フィレンツェにて料理とワイナリーの研究、ミラノにて有名パンツエロッティ取材と提案。
- 2006年 香港と深圳にて中華料理の成り立ち研究、パリにて生チョコの開発。 トスカーナにてオリーブオイルの研究と資格取得と料理教室主催。 ミラノにて生の魚とシャンパンのスタンドバー視察→三田の店舗で実現。 トリノにてサローネデルグストで世界の食品・トレンドを研究→中目黒の店舗 ソウルにて朝鮮料理学校でアジアのスパイスと料理を学ぶ。
- 2007年 プーケットにて美容とデトックスフードの研究、中国・上海にて店舗視察。 バンコクにてアジアのハーブとイタリアの類似点研究と料理教室勉強。 カナダ・トロントにて出張料理教室主催。 ハワイ州ホノルルにておにぎりと焼肉店舗出店リサーチ。 ロサンゼルスにてオリーブオイルテイスティング会主催、オーガニックフードでのイタリア料理教室主催、ベーカリーやマクロビオティック出店のマーケティングリサーチ。 フランスLVMHディアジオモエヘネシー社よりラロッシュ社ワイナリー視察。 トスカーナ州シエナにて地方料理修行。 ロンドンにて寿司・おにぎりなど和食業界取材。
- 2008年 歯科学会の『虫歯を防ぐ食材』でのレシピ作成、目黒にて料理教室スタート。
- 2009年 ワインソムリエとイタリア料理とイタリアワインの会スタート。 六本木ミッドタウンにて海外デザイナー来日プライベートシェフスタート。 六本木・表参道などイタリア料理・メキシコ料理店などでメニュー開発。フードケータリングビジネスも手掛ける。
- 2010年～2011年　TBS「Nスタ」コメンテーター開始

　　　ギャバンドレッシングをはじめ、様々なフードコーディネートを手掛ける。　
- 2011年 有田焼の開発、監修、プロデュースを手掛けグラタン皿CUO(クオ)、オリーブオイル皿OLIVITA(オリビータ)発表
- 2012年 デロンギ・ジャパン社「デロンギ・キッチン」公式アンバサダーに就任

　　　　　 NOTTV notty★LIVE7時間!の料理番組「オリーブの幸せ」レギュラー出演
　　　　　 有田焼パスタ皿Cerchio(チェルキオ)をプロデュース
- 2013年 サッカー元日本代表GK楢﨑正剛・MF小川佳純・MF磯村亮太・なでしこジャパンGK海堀あゆみ等のグアム合同自主トレに専属シェフとして帯同

　　　　　 エフエム群馬・エフエム栃木「読売新聞プレゼンツ オリーブ石井の地元食材いただきます」レギュラー出演

## テレビ
- Nスタ（TBS、2010年3月29日 - コメンテーター）
- はなまるマーケット（TBS、2011年6月 - ）
- レディス4（テレビ東京、2012年3月17日 - 「オリーブオイルの進化系活用法!」）
- ひるまえほっと（NHK総合、2013年5月7日 - 「オリーブオイルソムリエに聞く！オリーブオイル☆活用法」）
- ひるまえほっと（NHK総合、2013年9月2日・12日 他 - 「かんたんごはん」）
- さんまのスーパーからくりTV（TBS、2013年9月22日 - 「お稽古女子の習い事 家族SP」）
- 所さんの目がテン!（日本テレビ、2014年1月5日 - 「オリーブオイルの科学」）
- 関ジャニの仕分け∞（テレビ朝日、2014年2月22日 - 「プロの料理人に料理がうまい主婦は勝てるのか!?」）他
- 日本人の3割しか知らないこと くりぃむしちゅーのハナタカ!優越館（テレビ朝日、2021年3月11日）

## 雑誌
- エイ出版「ワインの時間」
- GAP「美味しく 楽しく 通いたくなる 料理教室」
- 文藝春秋「CREA」2010年12月号「CREA　絶対に美味しいお取り寄せバイブル」
- 光文社「女性自身」2011年10月11日号「美肌に!美髪に!疲れに!朝晩オリーブオイル!」
- JTBパブリッシング「るるぶイタリア'12」「オリーブオイルソムリエ石井秀代さん監修 お持ち帰りイタリアン」
- 幻冬舎「GOETHE」2012年3月号「知らないと老ける! 体内賢者を目指せ」
- 集英社「週刊プレイボーイ」2012年2月6日号「男の夢『肉食ダイエット』でワイルドに痩せろ!」
- 日本スポーツ企画出版社「週刊サッカーダイジェスト」2012年3月13日号「僕と私のLove Football」
- 講談社「Grazia」2012年5月号 保存版「本当に美味しかったお取り寄せ」
- 旭屋出版「カフェ＆レストラン」2012年9月号オリーブオイル特集掲載
- 小学館「男のだいどこ クッキングサライ 2012秋号」ポテトサラダ徹底攻究
- 講談社「Grazia」2013年1月号「なんとも気の利いた手土産<パーフェクトガイド>」
- 実業之日本社「Body＋」2013年3月号「時間をかけずにキレイになる! 働く女子VSママの時短美活」
- 実業之日本社「Body＋」2013年9月号別冊付録『オリーブオイルで毎日キレイBOOK』全16ページ監修
- 集英社「UOMO」2014年6月号『母の日、父の日ギフトカタログ』